# خوان فیگروا (بازیکن فوتبال)
خوان فیگروا (انگلیسی: Juan Figueroa؛ زادهٔ ۱۴ ژوئیهٔ ۱۹۹۲) بازیکن فوتبال اهل آرژانتین است.